# Robin Hood in Internet
Robin Hood in Internet (Robin of Locksley) è un film TV del 1996 diretto da Michael Kennedy.

## Trama
È un film ambientato ai nostri giorni, che ricalca la storia di Robin Hood. Il protagonista maschile è un bravo ragazzo, che per aiutare un compagno in difficoltà usa il computer ed internet al fine di derubare ricche società per pagare le cure mediche dell'amico. Tra l'altro, insegna a tirare con l'arco a Marion, la ragazzina di cui si innamorerà.